# Psilogramma argos
Espèce
Psilogramma argos est une espèce de lépidoptères (papillons) de la famille des Sphingidae.

## Description
Cette espèce est très proche de Psilogramma menephron.